# Юдаково
В Ярославской области есть деревни со схожими названиями Юдинка, Юдино и Юдово.
Юдаково (по топокарте Юдоково) — деревня Николо-Эдомского сельского округа Артемьевского сельского поселения Тутаевского района Ярославской области .
Деревня находится на юго-западе сельского поселения, это самый западный населённый пункт Тутаевского района. Деревня далеко удалена и от районного и поселкового центров. Ближайший крупный населённый пункт находится в 3 км к юго-западу от деревни это Лом, посёлок при железнодорожной станции на ветке Ярославль—Рыбинск, который находится уже в Рыбинском районе. Деревня стоит на правом южном берегу речки Пухарка, правого притока реки Малая Эдома, это самая верхняя деревня по течению реки. Восточнее, вниз по течению, на расстоянии около 1 км на том же берегу стоит деревня Селюнино, а ещё через 1 км, но уже на противоположном берегу деревня Парняково. Река Пухарка впадает в Малую Эдому напротив деревни Столбищи, наиболее крупного населённого пункта в округе. От Столбищ к Юдаково вдоль берега Пухарки идёт просёлочная дорога, длиной около 4 км. Сельскохозяйственные земли протянулись по берегам Пухарки полосой не более 1 км, далее от реки заболоченный лес .
Деревня Юдакова указана на плане Генерального межевания Борисоглебского уезда 1792 года. В 1825 Борисоглебский уезд был объединён с Романовским уездом. По сведениям 1859 года деревня относилась к Романово-Борисоглебскому уезду .
На 1 января 2007 года в деревне Юдаково не числилось постоянных жителей . По карте 1975 г. в деревне жило 9 человек. Почтовое отделение, находящееся в городе Тутаев, обслуживает в деревне Юдаково 10 домов .